# Fuentes de Jiloca
Fuentes de Jiloca é um município da Espanha na província de Saragoça, comunidade autónoma de Aragão. Tem 27,4 km² de área e em 2021 tinha 211 habitantes (densidade: 7,7 hab./km²).

## Demografia
| Variação demográfica do município entre 1991 e 2004 | Variação demográfica do município entre 1991 e 2004 | Variação demográfica do município entre 1991 e 2004 | Variação demográfica do município entre 1991 e 2004 |
| --------------------------------------------------- | --------------------------------------------------- | --------------------------------------------------- | --------------------------------------------------- |
| 1991                                                | 1996                                                | 2001                                                | 2004                                                |
| 413                                                 | 372                                                 | 326                                                 | 308                                                 |